# Pseudodipsas fumidus
Pseudodipsas fumidus är en fjärilsart som beskrevs av William Henry Miskin 1889. Pseudodipsas fumidus ingår i släktet Pseudodipsas och familjen juvelvingar. Inga underarter finns listade i Catalogue of Life.